# Inline-Speedskating-Europameisterschaften 2019
Die Inline-Speedskating-Europameisterschaften fanden vom 25. August bis 1. September 2019 im spanischen Pamplona statt.
Die erfolgreichsten Teilnehmer waren Sandrine Tas mit sechs Goldmedaillen bei den Frauen und Ioseba Fernandez mit vier Goldmedaillen bei den Herren.

## Frauen
| Distanz              | Gold                                        | Silber                                                                 | Bronze                                                  |
| Bahn                 | Bahn                                        | Bahn                                                                   | Bahn                                                    |
| -------------------- | ------------------------------------------- | ---------------------------------------------------------------------- | ------------------------------------------------------- |
| 200 m Einzelsprint   | Mathilde Pedronno                           | Sandrine Tas                                                           | Linda Rossi                                             |
| 500 m Sprint         | Sandrine Tas                                | Mathilde Pedronno                                                      | Laethisia Schimek                                       |
| 1000 m Sprint        | Sandrine Tas                                | Linda Rossi                                                            | Anke Vos                                                |
| 10000 m Punkte-Auss. | Francesca Lollobrigida                      | Edda Paluzzi                                                           | Luisa Sophia Woolaway                                   |
| 10000 m Ausscheidung | Sandrine Tas                                | Francesca Lollobrigida                                                 | Marine Lefeuvre                                         |
| 500 m Team Sprint    | BelgienSandrine Tas Stien Vanhoutte         | ItalienLinda Rossi Giorgia Bormida                                     | SpanienSheyla Posada Guerra Saray Narvaez               |
| 3000 m Staffel       | BelgienSandrine Tas Anke Vos Nymphe Keulers | SpanienMaite Ancin Gambarte Sheyla Posada Guerra Maialen Oñate Jimenez | PortugalAndreia Canha Carolina Ferreira Margarida Sousa |
| Straße               |                                             |                                                                        |                                                         |
| 100 m Einzelsprint   | Linda Rossi                                 | Sandrine Tas                                                           | Stien Vanhoutte                                         |
| 1 Runde Sprint       | Stien Vanhoutte                             | Anke Vos                                                               | Mathilde Pedronno                                       |
| 10000 m Punkte       | Francesca Lollobrigida                      | Maite Ancin Gambarte                                                   | Laura Lorenzato                                         |
| 15000 m Ausscheidung | Sandrine Tas                                | Francesca Lollobrigida                                                 | Giorgia Bormida                                         |
| Langstrecke          |                                             |                                                                        |                                                         |
| 42195 m Marathon     | Maialen Oñate Jimenez                       | Juliette Pouydebat                                                     | Josie Hofmann                                           |

## Männer
| Distanz              | Gold                                               | Silber                                                       | Bronze                                         |
| Bahn                 | Bahn                                               | Bahn                                                         | Bahn                                           |
| -------------------- | -------------------------------------------------- | ------------------------------------------------------------ | ---------------------------------------------- |
| 200 m Einzelsprint   | Ioseba Fernandez                                   | Jonathan Galar                                               | Duccio Marsili                                 |
| 500 m Sprint         | Duccio Marsili                                     | Valentin Thiebault                                           | Darren De Souza                                |
| 1000 m Sprint        | Giuseppe Bramante                                  | Patxi Peula                                                  | Diogo Marreiros                                |
| 10000 m Punkte-Auss. | Daniel Niero                                       | Diogo Marreiros                                              | Patxi Peula                                    |
| 10000 m Ausscheidung | Giuseppe Bramante                                  | Martin Ferrié                                                | Doucelin Pedicone                              |
| 500 m Sprint Team    | SpanienIoseba Fernandez Patxi Peula Jonathan Galar | NiederlandeMerijn Scheperkamp Rémon Kwant                    | FrankreichQuentin Giraudeau Flavien Foucher    |
| 3000 m Staffel       | ItalienDaniel Niero Duccio Marsili Filippo Manera  | FrankreichMartin Ferrié Quentin Giraudeau Valentin Thiebault | SpanienPatxi Peula David Morell Gabriel Barata |
| Straße               |                                                    |                                                              |                                                |
| 100 m Einzelsprint   | Ioseba Fernandez                                   | Jonathan Galar                                               | Ron Pucklitzsch                                |
| 1 Runde Sprint       | Ioseba Fernandez                                   | Valentin Thiebault                                           | Duccio Marsili                                 |
| 10000 m Punkte       | Patxi Peula                                        | Daniel Niero                                                 | Casper De Gier                                 |
| 15000 m Ausscheidung | Martin Ferrié                                      | Daniele Di Stefano                                           | Diogo Marreiros                                |
| Langstrecke          |                                                    |                                                              |                                                |
| 42195 m Marathon     | Felix Rijhnen                                      | Diogo Marreiros                                              | Patxi Peula                                    |

## Medaillenspiegel
| Platz | Land        | Gold | Silber | Bronze | Gesamt |
| ----- | ----------- | ---- | ------ | ------ | ------ |
| 1.    | Italien     | 8    | 7      | 6      | 21     |
| 2.    | Belgien     | 7    | 3      | 2      | 12     |
| 3.    | Spanien     | 6    | 5      | 4      | 15     |
| 4.    | Frankreich  | 2    | 6      | 5      | 13     |
| 5.    | Deutschland | 1    | 0      | 3      | 4      |
| 6.    | Portugal    | 0    | 2      | 3      | 5      |
| 7.    | Niederlande | 0    | 1      | 1      | 2      |